# استیو رسی
استیو رُسی (انگلیسی: Steve Rossi؛ ‏ ۲۵ مهٔ ۱۹۳۲ – ۲۲ ژوئن ۲۰۱۴) بازیگر و کمدین اهل ایالات متحده آمریکا بود. وی دانش‌آموختهٔ رشته‌های ارتباطات، هنر و تئاتر و همچنین زبان یونانی و لاتین در دانشگاه لویولا مریمونت است.
از فیلم‌ها یا برنامه‌های تلویزیونی که وی در آن نقش داشته است، می‌توان به برادوی دنی رز اشاره کرد.